# Clan Nabeshima
Le clan Nabeshima (鍋島氏, Nabeshima-shi) est un puissant clan seigneurial installé depuis le XVIe siècle sur l'île de Kyūshū, au sud du Japon. C'est également un style artistique lié à la porcelaine.

Emblème (mon) du clan Nabeshima.

## Histoire
Le clan Nabeshima possédait le titre de daimyo du domaine de Saga et résidait dans le château de Saga. Nabeshima Naoshige (1537-1619) s'engage dans les guerres de Corée et en profite pour faire prisonniers bon nombre de potiers réputés pour leur savoir-faire. Il les installe alors sur son domaine féodal de Hizen, à Arita, village bercé par le travail ancestral de la céramique.
Cette famille se trouve ainsi rapidement à la tête d'une puissante industrie dont les productions finiront par alimenter les marchés européens (voir l'article : porcelaine d'Imari). Les descendants de Nabeshima Naoshige entretinrent, sur plus de deux siècles, cette tradition de la céramique qu'ils allaient porter à son plus haut niveau, notamment grâce au four situé non loin d'Arita, à Okawachiyama, et considéré à juste titre comme le plus important de la contrée. Ce site, sous haute surveillance, allait produire une porcelaine d'une rare qualité : pâte exceptionnelle, perfection de l'émaillage, conception hors du commun des décors. Cette porcelaine dite de Nabeshima est un style à elle seule : « Elle vous regarde et n'attend que le dialogue. »

## La porcelaine de Nabeshima

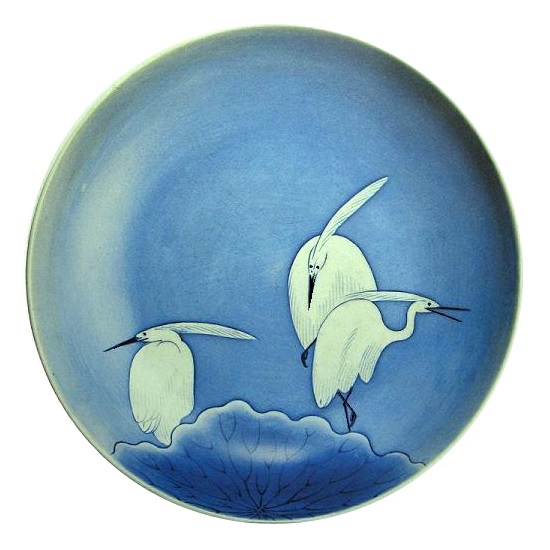
Plat Nabeshima aux trois hérons
(photo KCM).

La porcelaine de style Nabeshima est une porcelaine d'Imari, exportée depuis le port d'Imari et réalisée dans les fours d'Arita. On considère que la porcelaine de Nabeshima a son origine à Iwatanigawachi d'Arita. Les productions, comptées, de porcelaine de style Nabeshima, se classent en deux grandes catégories : les « bleu et blanc » comme ce plat, avec un décor positionné sous la glaçure, et les représentations polychromes qui ont bénéficié d'une cuisson supplémentaire afin de fixer d'autres couleurs, sur la glaçure cette fois.
Ce plat mythique de la fin du XVIIe siècle est classé bien culturel important et propriété du Kyûshû Ceramic Museum (KCM), à Arita.
En partie basse, comme sur un nuage, trois hérons observent alentour. Le spectateur ne peut s'empêcher de regarder vers la partie haute, l'arrière-plan, vide.
Le « plein du vide », pour reprendre le titre d'une œuvre musicale célèbre de Xu Yi, voilà ce qui est orchestré sur ce plat, par le talent d'un peintre-émailleur d'Okawachi.
L'opposition entre ces deux espaces crée la distance nécessaire (le mâ) pour faire émerger le sens de cette composition dans une complémentarité comme le yīn et le yáng.
Le regard énigmatique de ces « oiseaux-personnages » qui ne font qu'un, prend sa source et sa puissance dans le « vide » laissé par l'artiste. Les différentes postures détournent l'observateur vers le vide qui le ramène au regard de ce volatile plein de dignité et de majesté, en lui donnant toute sa puissance symbolique.
La porcelaine de Nabeshima interroge celui qui la regarde. Elle est à la fois hors du temps et dans le temps, d'où la présence quasi-vivante de sa représentation. Dans son isolement, ce héron domine un espace sans limite ; il devient alors symbole de longévité, d'éternité à l'instar du mont Fuji, et son cri s'apparente à un véritable appel.